# Eladio López Poveda
Eladio López Poveda (c. 1906-1941) fue un político español.

## Biografía
Miembro del PCE, tras el estallido de la Guerra civil se unió a las fuerzas republicanas. Posteriormente pasó formar parte de comisario político del Ejército Popular de la República, ejerciendo como comisario de la 36.ª Brigada Mixta y de la 4.ª División. Al final de la contienda, en marzo de 1939, fue detenido por las fuerzas casadistas y encarcelado. Capturado posteriormente por los franquistas, sería condenado a muerte y fusilado el 3 de julio de 1941 en las tapias del madrileño Cementerio del Este.